# Walter Frank
Walter Frank, anche noto con lo pseudonimo Werner Fiedler (Fürth, 12 febbraio 1905 – Braunschweig, 9 maggio 1945) è stato uno storico tedesco.

## Biografia
Figlio di un ufficiale dell'esercito, crebbe in un ambiente nazionalista e razzista, studiò all'Università di Monaco avendo come professore il futuro ideologo nazista Alexander von Müller e si laureò con una dissertazione sul predicatore antisemita Adolf Stoecker. Grazie alla sua visione anti-semita della storia, ben esemplificata dal libro Nationalismus und Demokratie im Frankreich der Dritten Republik ("Nazionalismo e democrazia nella terza Repubblica francese", 1933), in cui si identificava nel problema ebraico un elemento disgregatore e corruttore della società, si guadagnò un crescente favore nel gruppo dirigente nazista e in particolare da parte di Rudolf Hess, e nel 1936 fu nominato presidente del Reichsinstitut für Geschichte des neuen Deutschlands (Istituto del Reich per la Storia della Nuova Germania), che si proponeva di influenzare e dirigere la produzione storiografica tedesca.
La sua opera maggiore fu Forschungen zur Judenfrage ("Ricerca sulla questione ebraica"), di cui furono pubblicati nove volumi tra il 1937 e il 1944. Con l'emergere della figura di Alfred Rosenberg e con l'istituzione nel 1939 dell'Institut zur Erforschung der Judenfrage (Istituto di studi sulla questione ebraica) guidato da Rosenberg la sua figura perse peso e centralità. Si suicidò dopo avere saputo del suicidio di Hitler.